# Asaji Kobayashi
Asaji Kobayashi (em japonês:  小林 朝治, 10 de janeiro de 1898 – 5 de agosto de 1939) foi um pintor japonês. O seu trabalho fez parte do evento de pintura do concurso de arte nos Jogos Olímpicos de Verão de 1936. Ele cometeu suicídio ao saltar de uma ponte em 1939.